# Spondilopatia
In medicina, spondilopatia è un termine generale per indicare disfunzioni riguardanti la vertebra. Quando implica infiammazione, può essere chiamata spondilite.
In contrasto, la spondiloartropatia è una condizione che coinvolge l'articolazione delle vertebre, ma molte condizioni includono sia la spondilopatia che la spondiloartropatia.
Esempi includono la spondilite anchilosante e la spondilosi.